# Zelandia Illustrata
De Zelandia Illustrata is de oudste verzameling prenten met betrekking tot de provincie Zeeland. De collectie, die eigendom is van het Koninklijk Zeeuwsch Genootschap der Wetenschappen, is in vier categorieën ingedeeld: kaarten en plattegronden, topografie, historie en leven, portretten en personalia.
Met deze collectie werd door de Zeeuwse rechtsgeleerde Jacob Verheye van Citters (1753-1823) in de 18e eeuw een begin gemaakt. In 1863 verwierf het Zeeuwsch Genootschap deze verzameling, die toen uit circa 3.000 afbeeldingen bestond, van zijn zoon. Door aankoop en schenkingen heeft de collectie thans een omvang van ruim 18.000 kaarten, prenten, tekeningen, foto’s, glasnegatieven, diapositieven en prentbriefkaarten. Dit materiaal geeft een zeer gevarieerd beeld van Zeeland vanaf de 16e eeuw tot heden. De collectie is in beheer bij het Zeeuws Archief.
Het beleid van het Zeeuwsch Genootschap ten aanzien van de Zelandia Illustrata is erop gericht zo veel mogelijk mensen kennis te laten nemen van dit bezit door het organiseren van tentoonstellingen, het uitlenen van originelen voor tentoonstellingen, het beschikbaar stellen, al of niet tegen betaling, van foto’s voor publicaties en het uitgeven van een bureauagenda. De collectie is in haar geheel online te raadplegen.